# Isabel Arrúa Vallejos
Isabel Arrúa Vallejo o Vallejos (1913 / 1914-2006) fue una profesora, diplomática y feminista paraguaya. Fue la primera paraguaya con rango diplomático, como agregada de la Embajada de Paraguay en Brasil de 1945 a 1948.

## Biografía
Arrua Vallejos nació en Villeta. Algunas fuentes dan su año de nacimiento como 1913, y otras lo dan como 1914. Se convirtió en maestra y también trabajó como enfermera en el frente en la Guerra del Chaco de 1932-35.
En 1942 ingresó en el Ministerio de Relaciones Exteriores. También trabajó en la Embajada de Paraguay en Washington D. C. desde 1949 hasta 1950.
Fue miembro fundadora de la Liga Paraguaya por los Derechos de la Mujer, establecida en 1951, editora del periódico de la Liga, El Feminista, diputada nacional y delegada de la Comisión Interamericana de Mujeres.
Murió en Asunción en 2006. En 2012 se celebró su vida en el Paseo de Ilustres, un espacio público de Villeta dedicado a la memoria de diez habitantes de la ciudad.